# Tahure (aviso)
Le Tahure est un aviso français de la classe Arras, lancé en mars 1919 et en service dans la marine française de 1920 à avril 1944. Comme la plupart des avisos de cette classe, il est nommé d'après une ville en première ligne lors de la Première Guerre mondiale, ici la ville de Tahure.

## Construction
Mis sur cale aux Ateliers et Chantiers de la Loire de Saint-Nazaire en 1918, il est lancé en mars 1919 et entre en service dans la marine française en 1920.

## Caractéristiques

### Caractéristiques techniques
D'une longueur de 76,90 m et d'une largeur de 8,70 m, le Tahure disposait de deux turbines engrenages Parsons et Bréguet, ainsi que deux chaudières alimentés au mazout qui lui donnait une puissance propulsive de 5 000 ch, lui permettant de filer à 20 nœuds. Il avait également une autonomie de 3 000 nautiques à 11 nœuds et un déplacement de 644 tonnes.

### Armement
Son armement principal résidait en 2 canons de 138 mm modèle 1910. Il avait également un armement secondaire comprenant 1 canon de 75 mm, 4 mitrailleuses antiaériennes, ainsi que 2 mortiers.

## Carrière
Après sa mise en service actif en 1930, il est d'abord affecté dans une escadre d'avisos en Méditerranée, puis aux Forces navales d'Extrême-Orient en 1939. C'est au sein de celles-ci qu'il participe, en compagnie du croiseur Lamotte-Picquet et des avisos coloniaux Amiral Charner, Dumont d'Urville et Marne, à la bataille de Koh Chang dans la nuit du 16 au 17 janvier 1941.
Le 29 avril 1944, alors qu'il escorte le long des côtes de l'Indochine française le cargo indochinois Song Gian Go, il est attaqué par le sous-marin américain USS Flasher qui parvient à couler le cargo tandis que le Tahure parvient à s'enfuir dans un premier temps. Au cours de la nuit, l'USS Flasher rattrape l'aviso de la marine de l'armée d'armistice française, le torpille et le coule. Le Tahure ayant été coupé en deux par l'explosion de la soute à munitions avant, il n'y aura qu'une vingtaine de survivants.